# Јуркетинец
Јуркетинец је насељено место у саставу општине Марушевец у Вараждинској жупанији, Хрватска. До територијалне реорганизације у Хрватској налазио се у саставу старе општине Иванец.

## Становништво
На попису становништва 2011. године, Јуркетинец је имао 422 становника.

## Попис1991.
На попису становништва 1991. године, насељено место Јуркетинец је имало 483 становника, следећег националног састава:
| Попис 1991.‍ | Попис 1991.‍ | Попис 1991.‍ | Попис 1991.‍ | Попис 1991.‍ |
| ----------- | ----------- | ----------- | ----------- | ----------- |
|             |             |             |             |             |
| Хрвати      | Хрвати      |             | 469         | 97,10%      |
| Словенци    | Словенци    |             | 1           | 0,20%       |
| Срби        | Срби        |             | 1           | 0,20%       |
| непознато   | непознато   |             | 12          | 2,48%       |
| укупно: 483 |             |             |             |             |